# Pietre colorate
Pietre colorate (titolo originale: Bunte Steine) è una raccolta di racconti scritta da Adalbert Stifter e pubblicata nel 1853. La raccolta è suddivisa in due parti contenenti tre racconti ciascuna.

## Stile
Particolarità di questi racconti è la narrazione a cornice: ognuno di essi è un doppio racconto su due livelli temporali di cui uno esterno, uno interno. Un'azione introduce e separa i singoli racconti (come avviene ad esempio nel Decamerone di Boccaccio). È nel racconto interno che avvengono gli avvenimenti più importanti ed inquietanti; il narratore esterno introduce un narratore interno il quale prende voce attraverso ad esempio un manoscritto o il racconto in prima persona.

## Temi
Le novelle sono ispirate a sei modeste pietre colorate; metafore di un mondo crepuscolare ispirato alla vita quotidiana, permeato dalle leggi universali che governano la natura e il genere umano e che trovano espressione nei piccoli gesti.

## Racconti
- Granito
- Calcare
- Tormalina
- Cristallo di Rocca
- Mica
- Calcite